# Little Ponderosa
Little Ponderosa est une census-designated place du comté de Beaver, dans l'État d'Oklahoma, aux États-Unis,. En 2020, elle compte une population de 438 habitants.